# 4735 Gary
4735 Gary è un asteroide della fascia principale. Scoperto nel 1983, presenta un'orbita caratterizzata da un semiasse maggiore pari a 2,4059118 UA e da un'eccentricità di 0,1183596, inclinata di 7,24307° rispetto all'eclittica.